# Сеченовский переулок
Се́ченовский переу́лок — улица в центре Москвы в Хамовниках между Остоженкой и Пречистенкой.

## Происхождение названия

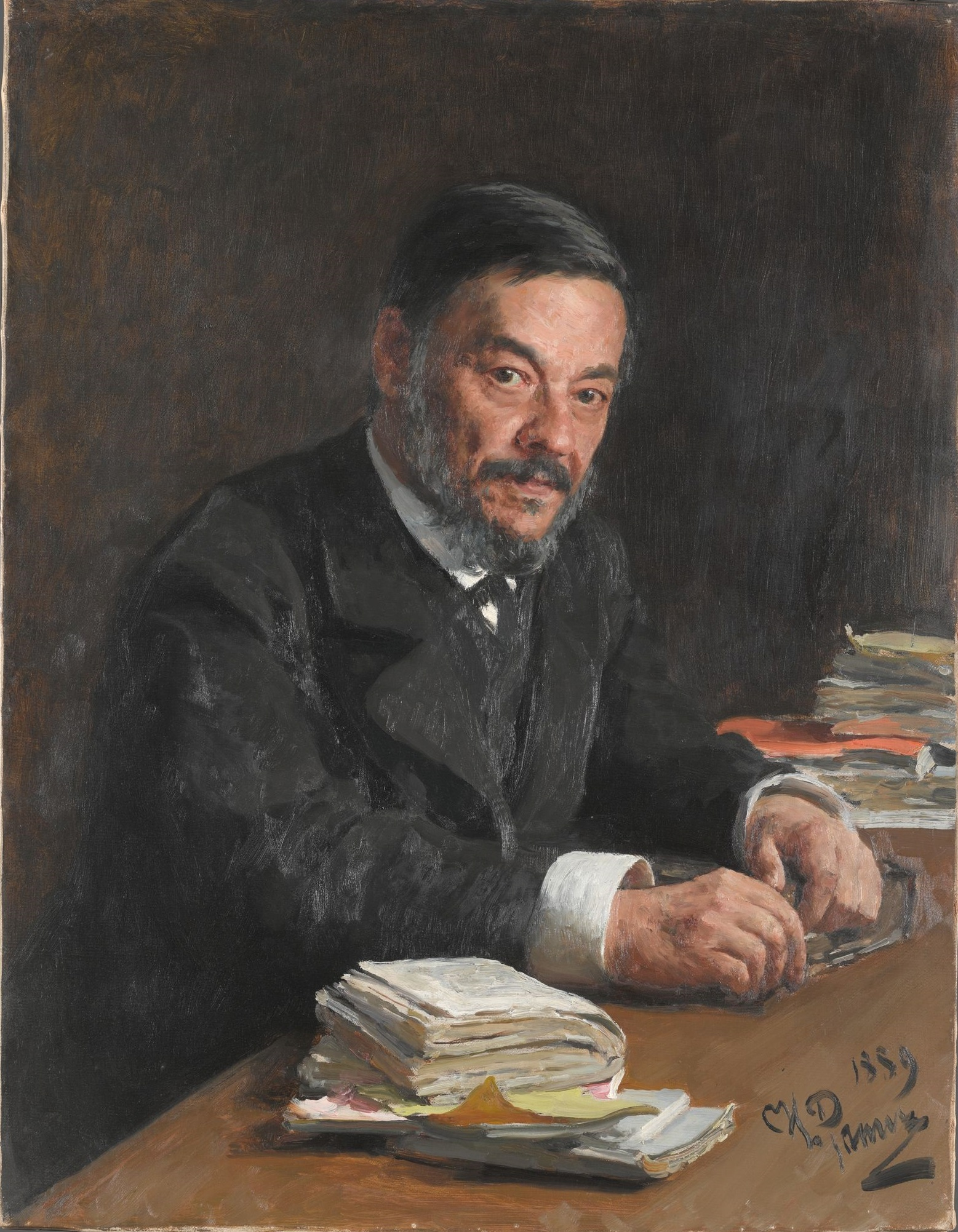
Иван Михайлович Сеченов. Портрет работы Репина (1889).

Назван в 1955 году в память о жившем здесь Иване Михайловиче Сеченове (1829—1905) — биологе, основоположнике отечественной физиологической школы психофизиологии. Большая часть жизни Сеченова связана с Московским университетом, где он учился, позже — заведовал кафедрой физиологии. Переулок возник в XVIII веке как Затрапезный (полагают, по фамилии домовладельца). Затем — Полуэктовский, в 1922—1955 годах — Полуэктов, по фамилии домовладельца второй половины XVIII века бригадира Владимира Борисовича Полуектова (1739—1813).

## Описание
Сеченовский переулок соединяет Остоженку и Пречистенку. Начинается от Остоженки напротив Зачатьевского монастыря, проходит на северо-запад параллельно Барыковскому переулку до Пречистенки, за которой переходит в Чистый переулок.

## Транспорт
1 июня 2010 года на Пречистенке была открыта одноимённая остановка общественного транспорта «Сеченовский переулок». Автобусы 05 и 015 маршрутов и троллейбусы 15 маршрута останавливаются на ней при движении в сторону метро «Кропоткинская».

## Здания и сооружения
По нечётной стороне:
- № 5 — доходный дом (1889, архитектор М. Г. Пиотрович), где в 1914—1945 годах проживал археолог В. А. Городцов[2]; а также Маяковский с 1919 по 1920 год вместе с Лилей и ее мужем Осипом Брик
- № 7 — доходный дом (1912, архитектор Д. М. Челищев)

По чётной стороне:
- № 2 — дом 1998 года, элитный дом, стилизация под стиль ар-деко.
- № 6 стр. 2,  памятник архитектуры (вновь выявленный объект) — Дом Терского (Лопатиных), выявленный объект культурного наследия[3].Одноэтажный деревянный дом на каменном цоколе подвала, с изящным лепным декором, с кованой решеткой ограды. Усадьба сформировалась в середине 1820-х годов, с 1860-х принадлежала сестрам Марии и Любови Лопатиным. В конце XIX века дом числился за Наталией Ивановной Терской, женой архитектора Константина Викторовича Терского, учителя Ф. О. Шехтеля. В 1898 году Терской существенно перестроил здание. Последним дореволюционным владельцем дома был врач-терапевт Леонид Михайлович Иванов[4]. Дом пустует, состояние аварийное. В 2010 году собственник — ГУП «Ремонтно-эксплуатационное управление № 3» района Хамовники — объявил о ремонтных работах, но они были проведены только внутри здания. Весной 2017 года по результатам плановой выездной проверки Мосгорнаследием выдано собственнику предписание с требованиями разработать и согласовать в установленном порядке проектную документацию по сохранению памятника и провести работы по его сохранению[4]. В марте 2018 года на общественное обсуждение вынесен Акт государственной историко-культурной экспертизы научно-проектной документации для проведения работ по реставрации и приспособлению к современному использованию выявленного объекта культурного наследия[5].
В конце марта 2019 года в ходе реставрации дома в мезонине здания за листами гипсокартона была обнаружена печь, ранее не обозначенная в проекте реставрации, облицовка которой выполнена изразцами в стиле модерн[6].
- № 6 стр.3,  памятник архитектуры (федеральный) — доходный дом (1898, архитектор К. В. Терский). Здесь в 1903—1904 годах жил Иван Михайлович Сеченов;
- № 8, 10/17, стр. 3  памятник архитектуры (вновь выявленный объект), стр. 4  памятник архитектуры (федеральный) — усадьба Бибиковых — Давыдова, принадлежала полицмейстеру Н. П. Архарову, перестроившему в 1770-х палаты начала XVIII века в стиле раннего классицизма. Затем усадьбой владел генерал Бибиков и поэт Д. В. Давыдов. После смены нескольких владельцев и череды перестроек в усадьбе разместилась женская гимназия С. А. Арсеньевой.

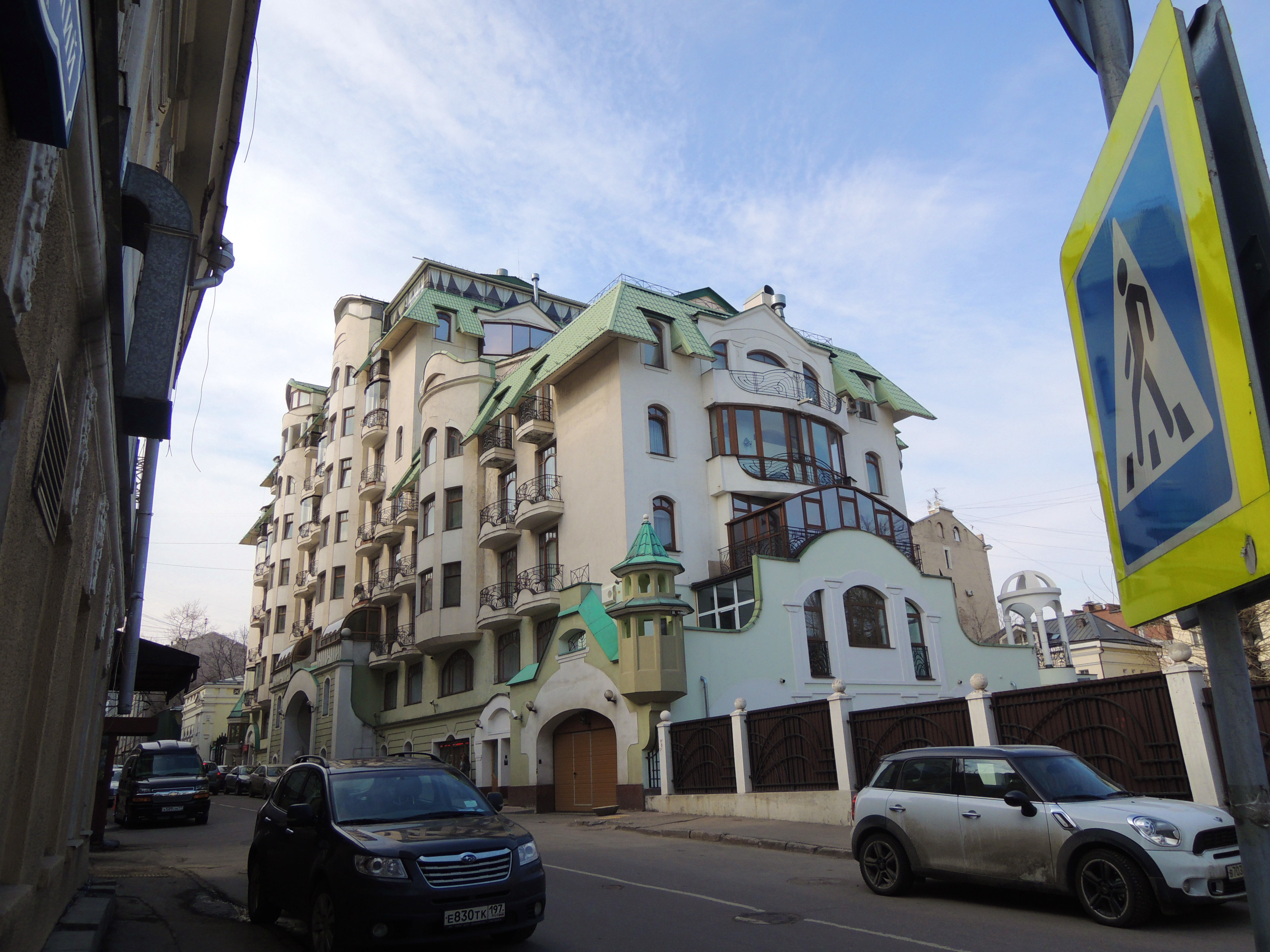
Дом №2